# 모리 나리타카

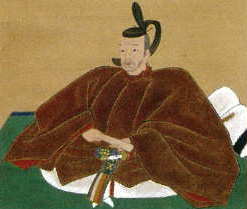
모리 나리타카

모리 나리타카(일본어: 毛利就隆, 1602년 10월 17일 ~ 1679년 9월 12일)는 에도 시대 전기의 다이묘이다. 스오 구다마쓰 번주, 동국 도쿠야마번 초대 번주를 지냈다. 나리타카계 모리가(就隆系毛利家) 시조.
다이묘 모리 데루모토의 차남이며 어머니는 세이타이인(清泰院, 고다마 모토요시의 딸)이다.
|  | 구다마쓰 번 번주 1617년 ~ 1650년 | 후임 번청을 노가미로 이전 |

|  | 제1대 도쿠야마번 번주 1650년 ~ 1679년 | 후임 모리 모토카타 |